# Андраш Флумборт
Андраш Флумборт (угор. Flumbort András; нар. 17 серпня 1984, Надьканіжа) – угорський шахіст, гросмейстер від 2010 року.

## Шахова кар'єра
Багаторазовий призер чемпіонату Угорщини серед юніорів, зокрема двічі золотий (2001 – у категорії до 18 років, 2004 – до 20 років), срібний (2001 – до 20 років) і бронзовий (2000 – до 16 років). Був також багаторазовим представником країни на чемпіонатах Європи та світу серед юніорів у різних вікових категоріях. У 2000-2002 роках тричі брав участь у командній першості Європи до 18 років, двічі вигравши срібні медалі в особистому заліку (2001 – 4-та шахівниця, 2002 – 3-тя шахівниця).
2001 року поділив 2-ге місце (позаду Аттіли Гроспетера, разом з Робертом Маркушом) на турнірі за круговою системою в Пакші. У 2002 році переміг на турнірі за швейцарською системою серед юніорів у Авілесі. 2004 року поділив 1-ше місце (разом із, зокрема, Ніколою Мітковим) у Берні. У 2006 році виконав дві гросмейстерські норми (під час командного чемпіонату Угорщини 2005/06 і перемігши в круговому турнірі в Сіконді), переміг також на турнірі open у Пакші. 2008 року поділив 2-ге місце (позаду Бориса Мар'ясіна, разом із зокрема, Ласло Гондою, Матіасом Бомакою і Георгієм Тимошенком) у Латшаху. У 2009 році переміг у Егері і Гарлемі, а в 2010 році виконав третю гросмейстерську норму (під час ігор Бундесліги 2009/10), а також переміг у Маріанських Лазнях (турнір B1), Кішбері та Уйсасі.
Найвищий рейтинг Ело в кар'єрі мав станом на 1 травня 2011 року, досягнувши 2572 очок займав тоді 12-те місце серед угорських шахістів.